# Edward Johnson, Jr.
Pour les articles homonymes, voir Eddie Johnson.
Edward « Fast Eddie » Johnson, Jr. (né le 24 février 1955 à Ocala (Floride) et mort le 26 octobre 2020 à Milton (Floride)) est un joueur américain de basket-ball. Arrière issu de l'université Auburn, Johnson disputa 10 saisons (1977 à 1987) en NBA en tant que membre des Atlanta Hawks, des Cleveland Cavaliers et des Seattle SuperSonics. Il participa à deux NBA All-Star Game (1980 et 1981) et inscrivit 10 163 points en carrière. Il était réputé pour sa vitesse et son habileté.
Le frère d'Eddie Frank joua et entraîna en NBA.

## Biographie

### Carrière
Eddie Johnson est l'un des meneurs les plus adroits des années 1980. « Fast Eddie » est titulaire lors de deux All-Star Game.
Issu de l'université Auburn, Johnson est sélectionné par les Hawks d'Atlanta au troisième tour de la draft 1977. Il partage le poste de meneur de jeu lors de cette première saison avec Charles Criss. Inscrivant une moyenne de 10,5 points, le rookie aide les Hawks à retourner en playoffs après une absence de 4 ans ; Atlanta participant aux playoffs lors de six des huit saisons où Johnson fut présent au club.
Avec la blessure de Criss la saison suivante, Johnson devient titulaire lors de la saison 1978-1979. Il demeure titulaire durant quatre ans, inscrivant au moins 16 points de moyenne chaque saison. Pour sa troisième saison dans la ligue, il participe au premier de ses deux NBA All-Star Game consécutifs. Il marque 22 points en 1980 et 16 points l'année suivante en tant que titulaire.
Les blessures commencent à ralentir Johnson à partir de 1982 ; il ne joue pas plus de 73 matchs par an à partir de cette année-là. Cependant, il parvient encore à inscrire au moins 16 points par match lors de deux de ces trois dernières saisons avec les Hawks. Outre Johnson, avec Glenn « Doc » Rivers, Johnny Davis, Rory Sparrow et Anthony « Spud » Webb, Atlanta dispose alors d'une des meilleures lignes arrières de la ligue.
Johnson ne peut jamais lutter pour obtenir un titre NBA, sa meilleure saison ayant lieu en 1978-1979, lorsque Atlanta s'incline en demi-finale de Conférence face aux Bullets de Washington.
Figurant parmi les joueurs les plus populaires des Hawks, Johnson est transféré aux Cavaliers de Cleveland au milieu de la saison 1985-1986. Il termina la saison avec les Cavs avant de mettre fin à sa carrière avec les SuperSonics de Seattle l'année suivante. Johnson termine sa carrière en 1987 avec un total de 10 163 points en carrière pour une moyenne de 15,1 points par match.

### Condamnations et emprisonnement
Johnson est arrêté et condamné à de multiples reprises pour divers délits depuis la fin de sa carrière et a reconnu qu'il avait de graves problèmes de drogue.
Le 9 août 2006, l'Associated Press annonce que Johnson est arrêté pour agression sexuelle contre une petite fille de 8 ans ; il sera par la suite condamné à perpétuité. Cette arrestation crée une autre controverse quand, dans de multiples publications, l'image d'un autre ancien joueur NBA nommé Eddie Johnson est utilisée pour illustrer cette arrestation. Celui-ci entame alors des poursuites pour diffamation et négligences à la suite de ces reportages.
Il meurt d'une maladie non spécifiée dans une prison de Milton (Floride) le 26 octobre 2020 à l'âge de 65 ans.